# Wiaczesław Horbanenko
Wiaczesław Ołeksandrowycz Horbanenko, ukr. Вячеслав Олександрович Горбаненко (ur. 22 lutego 1984 w Krzywym Rogu) – ukraiński piłkarz, grający na pozycji pomocnika.

## Kariera piłkarska

### Kariera klubowa
Wychowanek klubów SKA Odessa i Krywbas Krzywy Róg, barwy których bronił w juniorskich mistrzostwach Ukrainy (DJuFL). W 2003 rozpoczął karierę piłkarską w drugiej drużynie Krywbasa Krzywy Róg. Latem 2005 został wypożyczony do Zirki Kirowohrad. W lipcu 2006 przeszedł do Zakarpattia Użhorod. W 2007 wyjechał do Białorusi, gdzie został piłkarzem Tarpeda Żodzino. Jesienią 2008 powrócił do Ukrainy, gdzie potem występował w FK Połtawa. W następnym roku ponownie wyjechał do Białorusi, gdzie grał w FK Mińsk. W 2010 bronił barw PFK Sumy. W lutym 2011 podpisał kontrakt z Biełszyną Bobrujsk. Latem 2012 powrócił do Zirki Kirowohrad.